# Félix de la Peña
José Félix de la Peña y Sobrecasas, simplemente conocido como Félix de la Peña (San Miguel de Tucumán, 1807 - Córdoba, 23 de agosto de 1873), comerciante y político argentino, perteneciente al Partido Liberal y de importante protagonismo político durante la década de 1860, tres veces Gobernador de Córdoba, elegido constitucionalmente.

## Orígenes
Nació en San Miguel de Tucumán, cabecera de la tercera Intendencia en importancia del Virreinato del Río de la Plata. Hijo de Don José Hermenegildo de la Peña- Campero y Aráoz, y de doña Manuela Díaz de Sobrecasas y Ladrón de Guevara.
Desarrolló sus actividades en Córdoba y, el 15 de diciembre de 1830, contrajo matrimonio con Eugenia Funes Allende -hija de José Roque Funes-. De allí nacieron cuatro hijas y un hijo: Eugenia, Donatila, Constancia, Irene e Ignacio de la Peña y Funes.

### La oligarquía comerciante de Córdoba
Félix de la Peña fue un exitoso comerciante acopiador perteneciente a la aristocracia de Córdoba. Esta, estaba compuesta en su mayor parte por un núcleo de comerciantes que a lo largo de las décadas de 1830 y 1840 acumularon fortunas en el comercio a distancia y la explotación de barracas, prensas de enfardar, almacenes mayoristas y tiendas.
En el período anterior a la Batalla de Caseros, fue proveedor del Estado cordobés obteniendo numerosas prerrogativas comerciales y fiscales a partir de su relación con el gobernador Manuel López -de la Peña era cuñado de Antolín Funes, yerno del gobernador-. De esa forma, al igual que otros miembros de la clase comerciante local, obtenía permisos especiales de venta (llamados "Exclusivas") y libre tránsito de mercaderías, la reducción de derechos de aduana, el perdón de multas aplicadas por contrabando, la indemnización por pérdidas en el remate de bienes o por motivos políticos, el pago de mejores precios por sus productos a través del canje de los cueros de propiedad del Estado por efectos militares y la cancelación de deudas por préstamos de ganado (llamados "auxilios") en menores plazos.
Así, sus relaciones comerciales y su fortuna le permitieron ocupar cargos de importancia en el manjeo de las relaciones comerciales de Córdoba. De la Peña integró el Consulado de Comercio de Córdoba -órgano antecesor de la Bolsa de Comercio de Córdoba- en dos oportunidades: desde 1841 hasta 1844 y por segunda vez, luego de ocupar un escaño en la Sala de Representantes, desde 1849 hasta 1850.
La caída de López el 27 de abril de 1852, lejos de expulsarlo del poder, abrió un nuevo esquema de gobierno donde los sectores tradicionalmente vinculados al comercio mantuvieron el poder político a través de asociaciones que adherían a las ideas de la revolución triunfante. Así, en octubre de 1852 participó de la fundación del "Club Constitucional de Córdoba".
En 1854 integró la delegación provincial del Banco Nacional de la Confederación Argentina, órgano encargado de las funciones de la Administración General de Hacienda y Crédito Público. Al siguiente año, participó de la conformación del Partido Liberal en Córdoba. Este, no era un partido político en un sentido moderno; sino más bien, una alianza de intereses comerciales y financieros, de tipo tradicional, que ligan a sus miembros. Es elegido Representante a la Legislatura.
Al instalarse el Consejo Administrativo de la Municipalidad de Córdoba, el 9 de julio de 1857, es elegido Vicepresidente del mismo. No permanecerá mucho tiempo en las funciones municipales. Electo Representante por tercera ocasión, el 14 de octubre de ese año asume la presidencia de la Asamblea legislativa.

## Luchas políticas entre Rusos y Aliados
La secesión de Buenos Aires dividió a los cordobeses en dos bandos. Evocando a los contrincantes de la lejana Guerra de Crimea, que enfrentaba a las grandes masas de Rusia contra una coalición de fuerzas menores pero mejor armadas y disciplinadas de turcos, franceses, ingleses e italianos, dieron en llamarse "Rusos" y "Aliados" respectivamente.
Los Rusos eran los antiguos federales puros, circunstancialmente aliados al presidente de la Confederación Justo José de Urquiza y antiporteñistas. En sus filas revistaban Alejo Carmen Guzmán, Agustín San Millán, José Pío Achával, Jerónimo Cortez, Eduardo Ramírez de Arellano, Felipe Yofre, José Mateo Luque y Manuel Lucero, entre los principales animadores. En 1858 apoyaron la nominación a gobernador de Santiago Derqui.
Los Aliados eran de pensamiento liberal y cercanos a la postura de Buenos Aires, gobernada por Bartolomé Mitre. Se destacaban en este bando Félix de la Peña, Justiniano Posse, Rafael García, Antolín Funes y Augusto López, entre otros, algunos de ellos connotados rosistas de otrora. En 1858 apoyaron la nominación a gobernador de Mariano Fragueiro, por entonces Senador de la Confederación Argentina.
El 23 de mayo de 1858, la Asamblea de Diputados de Córdoba eligió a Fragueiro por 27 a 19 votos, quien organizó el Partido Liberal en la Provincia de Córdoba. Sin embargo, la asunción de Santiago Derqui como Presidente de la Confederación Argentina, el 5 de marzo de 1860, marcó el inicio de una etapa de alta inestabilidad institucional en Córdoba, signada por el enfrentamiento político y la tensión permanente, entre el gobierno de Paraná -sede del gobierno confederado- y las autoridades locales.

## Primer gobierno
Aceptada la renuncia de Mariano Fragueiro, la Asamblea de Diputados designó el 24 de julio de 1860 a Félix de la Peña, ahora apoyado en las fuerzas del Partido Federal, como gobernador interino, y luego "gobernador en propiedad". La elección del comerciante tucumano provenía de los sectores tradicionalmente vinculados al comercio, quienes mantenían el control del intercambio y el predominio sobre los sectores productivos.
De la Peña continuó la obra de su antecesor, dividiendo extensos departamentos en áreas que facilitaran su administración y colonización de las tierras. Surgieron de esta manera el Departamento San Justo, como un desprendimiento de Río Segundo, y el Departamento Unión, del Tercero Arriba. Por entonces, era puesto en marcha el primer molino de vapor en la provincia, siendo las harinas, los productos de cuero y alguna extracciones minerales los que dinamizaban aquella economía cordobesa.

### La intervención federal de 1861
De la Peña debió iniciar una delicada política de equilibrios para defender la estabilidad de su gobierno frente a las presiones del presidente Derqui, quien ejercía influencia en la política local a través del diputado Mateo Luque. Aunque elegido por "los rusos", apoyándose en el expresidente Urquiza, mantuvo al liberal Luis Cáceres como ministro de gobierno como salvoconducto hacia Bartolomé Mitre.
La estrategia de supervivencia política funcionó hasta el derrocamiento y ejecución extrajudicial del gobernador de San Juan, Antonino Aberastain, por el gobernador de San Luis, el coronel Juan Saá; y la posterior sublevación del coronel confederado José Iseas en contra del gobernador puntano. Iseas es vencido por las fuerzas de Saa, refugiándose en Córdoba. El gobernador de San Luis pide a de la Peña su extradición, que éste niega.
Saá acusa a de la Peña de complicidad con Iseas a través de los editoriales "El Imparcial", periódico de orientación liberal propiedad del ministro Cáceres. La situación se agudiza cuando Saá, ascendido al grado de General del Ejército, anuncia que se dirigirá a Córdoba "a hacer justicia". Félix de la Peña condena este accionar, organizando las milicias y contestando que rechazará "la fuerza por la fuerza".
Así las cosas, el 24 de mayo de 1861, el Congreso de la Confederación Argentina decidió la Intervención federal de Córdoba a cargo del mismo presidente Derqui. Como el gobernador de la Peña anuncia que resistirá la intervención, el presidente Derqui y el ministro de guerra José María Francia se instalan con tropas confederadas en los campos de La Tablada. La resistencia cordobesa se desmorona y el 15 de junio, sin utilizar las armas, Derqui se estableció en la capital cordobesa, remplazando a de la Peña; que infructuosamente se dirige a Entre Ríos a pedir el apoyo del expresidente.

### El día de los seis gobernadores
La legislatura de Córdoba había elegido gobernador a José Severo de Olmos, que no se hizo cargo inmediatamente por fungir en Paraná como Ministro del Interior. Por lo pronto, desvanecido el peligro de un alineamiento de las autoridades cordobesas con las fuerzas porteñas de Mitre, el 20 de julio de 1861 Derqui nombra interventor federal a Fernando Félix de Allende. Naturalmente, el nuevo comisionado era "federal", pero cuando el jefe del Partido Federal, el general Urquiza, entregó la Batalla de Pavón a Mitre, Allende no lo siguió en el renuncio, sino que salió a la campaña a organizar la resistencia a la previsible invasión mitrista, delegando para ello la gobernación en Tristán Achával, primo de Derqui.
Aprovechando la ausencia del Interventor y defraudando la confianza de los federales, el comandante confederado Manuel de Olascoaga, jefe de la Guarnición de Córdoba, entendiéndose con los mitristas cordobeses, se sublevó. El 12 de noviembre de 1861, Olascoaga depuso a las autoridades federales y apresó a Tristán Achával; obligándolo a emitir una resolución –que no se hizo efectiva en el momento– de reposición en el cargo de Gobernador de Córdoba a Félix de la Peña. No obstante, hizo proclamar gobernador a José Alejo Román, perteneciente al ala autonomista del liberalismo, que dirigía Justiniano Posse.
Así las cosas, el 16 de noviembre de 1861 -conocido como "el día de los seis gobernadores"-, el presidente del Superior Tribunal de Justicia, Juan del Campillo, prestó juramento de ley como Gobernador de Córdoba, porque así lo disponía la línea de sucesión establecida por el artículo 49.º de la Constitución Provincial de 1855. Acto seguido, sin renunciar, delegó su poder en Román, quien lo ejercía de hecho en la ciudad de Córdoba apoyado en las fuerzas de línea comandadas por Olascoaga.
Al pronunciamiento del mendocino Olascoaga, sucedió otro del comandante de los departamentos del Este, Luis Álvarez, que sostenía al exgobernador de la Peña. Las milicias de la Sierra y del Sur permanecían leales al comisionado federal Allende bajo el mando del comandante Francisco Clavero. Este, organizó la defensa militar del gobierno del comisionado federal; pero el 18 de noviembre el coronel Luis Álvarez derrotó a Clavero en el combate de La Huertilla y el 20 en el Bajo del Molino de López.
El avance de las fuerzas porteñas después de la masacre de Cañada de Gómez provocó la renuncia de Allende, que además desautorizó a Clavero y dejó fuera de competencia todos los gobernadores federales: el propio Allende, Tristán Achával, de Olmos y del Campillo. A pesar de ello, Olascoaga y Román no lograron entenderse con Álvarez y Félix de la Peña. La Provincia de Córdoba tenía dos gobernadores y ambos eran del mismo partido.
El pleito entre ellos se resolvió políticamente, siguiendo la hábil propuesta de Luis Cáceres: Román traspasó el poder a Félix de la Peña el 10 de diciembre y éste –según había acordado– presentó su renuncia el día 15 ante la Asamblea de Diputados dominada por el sector peñista. Satisfechas así las ambiciones y exigencias de ambas facciones liberales, se nombró gobernador provisorio al tucumano Marcos Paz, enviado de Mitre y apoyado por las tropas de ocupación del general Wenceslao Paunero, que ya habían ocupado Córdoba.

## El Partido Liberal en Córdoba
En Córdoba el Partido Liberal estaba dividido en dos facciones de poder muy fuertes. Los "mitristas", más moderados y menos exigentes, conducidos por Féliz de la Peña, Juan del Campillo, Augusto López y Luis Cáceres. Los "ultraliberales", organizados en el Club Libertad y defensores de una mayor autonomía provincial sin la tutela de ejércitos de ocupación, representados por Justiniano Posse, Antonio del Viso y Manuel D. Pizarro. Estos, tenían menos sujeción al "mitrismo" que Félix de la Peña. Estos hombres, dominaron la escena política provincial durante toda la década de 1860. La Provincia de Córdoba vivió en esos años el mayor período de inestabilidad política.
Las pujas de poder entre los sectores liberales desgastó al gobernador Marcos Paz, incapaz, en palabras de Régulo Martínez, de "manejar doctores en la ciudad y gauchos malos en la campaña". El pensamiento de Paz se ve reflejado en su misiva del 31 de diciembre de 1861 a Mitre:

"Hay aquí unos hambrientos que no pueden vivir sin empleos, y para conseguirlos no se paran en medios. Me da asco tener que hacer política con ellos".

El 28 de enero de 1862, el general Paunero reemplazó a Paz. Desde el gobierno, persiguió a los auténticos federales y llegó a separar de sus cátedras universitarias a conspicuos profesores, como Clemente Villada, Jerónimo Cortés, Clodomiro Oliva y Marcos Figueroa, y hasta le quitó la jubilación al doctor José Severo de Olmos, exministro de la Nación.
Esas arbitrariedades, sumadas a la presencia amenazante del ejército de ocupación porteño, no hicieron sino exacerbar los ánimos.
Una fracción del entonces Partido Liberal logró imponer la convocatoria a elecciones y obtuvo el triunfo del médico Justiniano Posse, quien asumió el 16 de marzo. Paunero lo hostilizó de mil maneras, pero, por fortuna, en julio se retiró a Villa Nueva, donde permaneció hasta fines de 1862.
El 10 de junio de 1863 se produjo en Córdoba una revolución contra el gobernador Posee, encabezada por el federal Simón Luengo, que designó gobernador a José Pío Achával. El general Ángel Vicente Peñaloza, antiguo federal antirrosista, más conocido como “el Chacho”, marchó hasta aquí en apoyo de este último y el 13 de junio entró en la ciudad, donde fue recibido con alborozo. Paunero vino en su búsqueda y el día 28 de ese mes se enfrentaron en la Batalla de Las Playas, lugar donde en la actualidad está la Fábrica Argentina de Aviones (Fadea).
El combate fue encarnizado y “el Chacho”, derrotado, debió huir a San Luis. Las crueldades cometidas en esa ocasión por el coronel Ambrosio Sandes se inscriben entre las páginas más siniestras de la historia argentina. Terminada la batalla, hizo ejecutar a los oficiales, dejó los cadáveres allí tirados y llevó a pie a los prisioneros hasta el Bajo de López -hoy barrio General Paz-, donde mandó a degollar a 80 jóvenes, en su mayoría estudiantes universitarios que se habían ofrecido como voluntarios.
En tanto, la presencia del general Paunero en Córdoba se volvió un factor de inestabilidad institucional. El 17 de julio de 1863, el gobernador Posee, presionado por la autoridad militar del Ejército de ocupación, renunció, denunciando la actitud del “hombre que hoy humilla a Córdoba”. El 3 de noviembre de 1863 debió dejar la gobernación Benigno Ocampo –a pesar de haber sido elegido por influencia de Paunero–, por haber pedido a Mitre que el ejército porteño se retirara de la provincia.
Con motivo de las diferencias que habían dividido al Partido Liberal de Córdoba, y provocado la deposición del gobernador Roque Ferreyra, en julio de 1866, una nueva legislatura impuso a Mateo Luque, del federalista Partido Constitucionalista, como Gobernador de Córdoba. La tensión social y las rebeliones militares no terminaron. El federal Simón Luengo encabezó dos alzamientos armados entre julio de 1866 y agosto de 1867.

## Segunda gobernación
El 16 de agosto de 1867, aprovechando su posición de inspector general de Milicias en el gobierno de Luque, Simón Luengo inició una revolución. Declaró su apoyo a Felipe Varela, se posesionó del gobierno provincial, detuvo al gobernador delegado Carlos S. Roca y Allende y al Ministro de Guerra de la Nación Julián Martínez y desconoció la autoridad de Mitre.
El pronunciamiento de Luengo durará trece días. Nicasio Oroño, Gobernador de Santa Fe, avanza sobre Córdoba al frente de 2800 soldados; el general Emilio Conesa, con la División Buenos Aires, se moviliza desde Villa Nueva. Entra a la ciudad y repone en el cargo de gobernador a Luque, que desautoriza a Luengo. Finalmente, este, acabó entregándose a Conesa el 28 de agosto.
Mateo Luque se había mostrado leal al presidente Mitre, pero éste lo consideró peligroso para su régimen. El general Conesa lo repuso en el cargo de gobernador, pero limitó todos sus poderes como si el gobernador fuera él. Falto de poder real, Luque renunció el mismo día de la rendición de Luengo.
La reorganización institucional de Córdoba preocupa a Mitre. La Legislatura provincial demoraba la aceptación de la renuncia de Luque. El general José Miguel Arredondo –nuevo enviado militar del gobierno nacional–, irrumpió en una sesión de la Asamblea de Diputados en la que debía elegirse gobernador; la disolvió y designó una nueva de su agrado, con la que logró imponer el nombramiento provisional de Félix de la Peña el 21 de octubre de 1867.
Félix de la Peña nombrado interinamente y luego en propiedad, pudo completar su período gubernativo, ejerciendo una gestión más estable y progresista que las anteriores. El orden social será sostenido entonces por las tropas de línea que, bajo las órdenes del Ministerio de Guerra de la Nación Argentina, actuaren como garante de las jóvenes instituciones provinciales.

### La epidemia de cólera de 1867
El cólera se había declarado en marzo de 1867 en las provincias del Litoral Argentino, en especial en las ciudades de Rosario y San Nicolás, y al poco tiempo se registraron los primeros casos en las ciudades de Córdoba y Villa María. Se cree que el ingreso al país fue impulsado por la Guerra del Paraguay y el aumento del comercio.
El primer caso de la epidemia de cólera en la Provincia de Córdoba se diagnosticó el 15 de diciembre de 1867 y el último el 27 de enero de 1868. Durante ese tiempo, el cólera causó el terror en la población, las huidas y las procesiones fueron las estrategias utilizadas para salvarse de la enfermedad. La muerte le llegó a 2.371 habitantes de la ciudad de Córdoba y a 4.000 en la campaña.
Cuando el cólera atacaba Rosario, en el otoño e invierno de 1867, las autoridades de la Provincia de Córdoba crearon una Comisión de Higiene, que tenía como misión generar las medidas necesarias para prevenir el ingreso de la epidemia en la Provincia y, en la misma ciudad. Para ello, instauraron establecimientos destinados a imponer una cuarentena a aquellos viajeros que llegaban de las zonas donde “reinaba la enfermedad”. Los puestos de cuarentena estaban dirigidos por médicos en el Pueblo de Villa Nueva, en el sur de la provincia, y había otro en las afueras de la ciudad de Córdoba.
La cuarentena duraba tres días, hasta que los viajeros pudieran ingresar a la ciudad de Córdoba. El personal policial tenía incumbencia, pues daba apoyo de fuerza y llevaba a cabo las disposiciones de la Comisión de Higiene, tanto en lo referido a la apertura de calles, como a la limpieza del río o la vigilancia de los establecimientos que pudieran ser peligrosos, según las teorías de transmisión de la enfermedad de la época.
Las conflictos administrativos atentaban contra las medidas de salud pública. En mayo de 1867, dos integrantes de la Comisión de Higiene, el Protomédico Luis Warcalde y el presidente de la Municipalidad de Córdoba presentaron un escrito al Gobernador de la provincia donde acusaban al subintendente de Policía de no cumplir ni llevar a cabo las disposiciones de la Comisión de Higiene para precaverse del cólera. La intervención oportuna el gobernador de la Peña encausó el accionar de la comisión.
Entre las disposiciones que emitió el gobernador de Córdoba para la lucha contra la enfermedad, se encontraban una serie de recomendaciones que iban desde una alimentación frugal, el aseo personal y de las habitaciones, hasta conservar el ánimo alto y no “tener miedo al cólera”. Esto, se complementaba con la prohibición de realizar reuniones donde se acumulaba una gran cantidad de gente. Sin embargo, durante la epidemia se llevaron a cabo procesiones y sus respectivas misas, aun en contra de las disposiciones generales del Protomédico y de la Comisión de Higiene.
La Iglesia era la única institución que por su grado de inserción social, su capital monetario y su organización, logró poner sus recursos humanos y su mobiliario al servicio de los enfermos. Las autoridades eclesiásticas actuaban como un órgano estatal, tomando en cuenta que innumerables lazaretos le pertenecían, lo cual, también generaba tensiones por la interposición de funciones entre las órdenes religiosas y la Comisión estatal de higiene.
El tercer punto de conflicto fue la resistencia, producto del temor y la ignorancia imperantes en la época, de numerosos médicos que cuestionaron los métodos de prevención estatal y, en algunos casos se negaron a atender a los enfermos. El gobierno provincial contrapuso la fuerza pública para vencer esa resistencia.

### La Constitución provincial de 1870
La Asamblea de Diputados de Córdoba declaró necesaria la reforma de la carta magna provincial. La convención constituyente se reunió el 24 de octubre de 1869 y, luego de treinta y nueve sesiones, se aprobó la nueva constitución el 17 de septiembre de 1870.
Desde ese momento, la estructura jurídico-institucional de la provincia adquirió un basamento más consolidado y rasgos propios definidos. Constaba de ciento ochenta y ocho artículos y declaró la existencia de Córdoba como integrante de la Nación Argentina. En materia de derechos y garantías, se instituyó la limitación de la pena capital -solo aplicable por jueces letrados-, se declaró ilícito el enfrentamiento en duelo y se consagraron principios en materia criminal como el Non bis in idem, el derecho de defensa, el debido proceso penal, el principio de presunción de inocencia y el procedimiento de habeas corpus.
En materia de orden institucional, determinó la capital provincial y estatuyó la subordinación constitucional de la autoridad militar a la civil. Mantuvo el gobierno tripartito e instituyó la legislatura bicameral con la creación de la Cámara de Senadores de la Provincia de Córdoba. El Poder Ejecutivo seguirá siendo unipersonal y de elección indirecta, pero se instituye el cargo de Vicegobernador de Córdoba -como garantía de estabilidad política-, el procedimiento de juicio político y un procedimiento de acefalia.
Se reformó el sistema municipal, ampliando las facultades de los municipios pero sin modificar las estructuras vigentes. En 1857, el Municipio era concebido como un cuerpo colegiado formado por quince miembros y un presidente, con tareas ejecutivas y deliberativas a la vez. Ahora, se creaba el Consejo Comunal Ejecutor y el Consejo Deliberativo.